# زمام منزلق
السَّحَّابُ أو الزمام المنزلق (بالإنجليزية: Zipper)‏ هو أداة تستعمل من أجل ضم قطعتين من القماش بشكل مؤقت، وغالباً ما يستعمل في الملابس والحقائب والأمتعة وفي العديد من التطبيقات الأخرى.
قام ويتكومب جادسون باختراع الزمام المنزلق في الولايات المتحدة سنة 1891، ثمّ حسّنه المخترع السويدي جيدون صندباك سنة 1914.

## انظر أيضًا

آلية عمل الزمام المنزلق.